# إيلسون فيريرا دي سوزا
إيلسون فيريرا دي سوزا (بالبرتغالية: Elsinho) (30 أكتوبر 1989 في بورتو فاليو في البرازيل – )؛ هو لاعب كرة قدم كان يلعب كمدافع.

## وصلات خارجية
- إيلسون فيريرا دي سوزا على موقع رابطة كرة القدم اليابانية للمحترفين (اليابانية)
- إيلسون فيريرا دي سوزا على موقع قاعدة بيانات كرة القدم.إي يو (الإنجليزية)
- إيلسون فيريرا دي سوزا على موقع Soccerway.com (الإنجليزية)
- إيلسون فيريرا دي سوزا على موقع عالم كرة القدم.نت (الإنجليزية)